# Gareth L. Powell
Gareth Lyn Powell (1970) è uno scrittore britannico.

## Premi
Ack-Ack Macaque, il capostipite dell'omonima trilogia, ha vinto il premio Miglior Romanzo ai BSFA Awards nel 2013, ed è stato finalista al Premio Seiun come Miglior Romanzo Straniero nel 2016.
Embers of War (Focolai di guerra) ha vinto il premio come Miglior Romanzo ai BSFA Awards del 2019, ed è stato finalista al Premio Locus per il miglior romanzo di fantascienza.

## Opere
- The Last Reef and Other Stories (raccolta di racconti brevi) (2008)
- Silversands (Pendragon Press, 2010)
- The Recollection (Solaris Books, 2011)
- 2021 - La cacciatrice di luce (Light Chaser, Tor.Com, 2021), in collaborazione con Peter F. Hamilton, Fanucci Editore, Milano, traduzione di Eleonora Antonini, 2022, ISBN 978-8834742914

### TrilogiaAck-Ack Macaque
- Ack-Ack Macaque (Solaris Books, 2012)
- Hive Monkey  (Solaris Books, 2014)
- Macaque Attack (Solaris Books, 2015)

### TrilogiaEmbers of War
1. Focolai di guerra (Embers of War, 2018), Fanucci Editore, Milano, traduzione di Evelina Croce, 2019, ISBN 978-8834738771
2. Navi in guerra (Fleet of Knives, 2018), Fanucci Editore, Milano, traduzione di Evelina Croce, 2020, ISBN 978-8834740729
3. Universi in guerra (Light of Impossible Stars, 2020), Fanucci Editore, Milano, traduzione di Eleonora Antonini, 2021, ISBN 978-8834741849